# Władysław Grzegorz Branicki
Władysław Grzegorz Branicki herbu Korczak (ur. 25 lutego 1783, zm. 27 sierpnia 1843 w Warszawie) – generał i senator, w okresie wojen napoleońskich uczestnik między innymi bitew pod Borodino i pod Lipskiem

## Życiorys
Syn Franciszka Ksawerego i Aleksandry (prawdopodobnie córki cesarzowej Katarzyny Wielkiej). W dzieciństwie ulubieniec carycy Katarzyny – tuż po urodzinach zapisany jako praporszczik do rosyjskiego Lejb-Gwardyjskiego Przeobrażeńskiego Pułku, a już w wieku 9 lat wstąpił do niego jako porucznik. Wraz z ojcem brał aktywny udział w wojnie Rosji z Turcją, zyskując w 1809 mianowanie na fligeladiutanta, a w 1810 na kapitana. W czasie wojny 1812  był w świcie cara Aleksandra I i w sztabie 1 Armii Zachodu. Za udział w bitwie pod Smoleńskiem został mianowany pułkownikiem – walczył pod Borodino. W czasie kampanii 1813 brał udział w bitwie pod Dreznem i Lipskiem, za które otrzymał Order św. Włodzimierza. W 1814 wziął udział w bitwach pod La Rothière i Arcis-sur-Aube oraz w zdobyciu Paryża – w tym samym roku mianowano go generał-majorem. Później związany był z Wielkim Księciem Konstantym, którego miał powstrzymać przed wystąpieniem przeciwko jego bratu Mikołajowi I w czasie powstania dekabrystów. W 1826 przyjął służbę na dworze w randze Jägermeistra. Po wybuchu Powstania Listopadowego nie wystąpił czynnie po stronie Rosji, ale powstania nie poparł. 8 maja 1831 został senatorem, a w 1838 tajnym radcą. W tym samym 1838, po śmierci matki, został jedynym właścicielem dóbr białocerkiewnych i jednej z największych fortun w ówczesnej Europie. W 1839 uzyskał potwierdzenie w Rosji tytułu hrabiowskiego (do dzisiaj nie jest jasne kiedy tytuł ten Braniccy mieliby otrzymać), a w 1841 Order Orła Białego. Karierę zakończył jako wielki łowczy cesarstwa rosyjskiego.
Jego żoną od 1813 była córka Józefiny Amalii Mniszech i oficjalnie Szczęsnego Potockiego – Róża – matka jego czterech synów i trzech córek:
- Franciszek Ksawery (1816–1879), ścigany przez cara, wyjechał do Francji gdzie był wielkim finansistą, filantropem i za pomocą swej matki, właścicielem dworu Montrésor. Przyjaźnił się z Napoleonem III, późno ożenił się z Pelagią Zamoyską Rembielińską. Zmarł w Egipcie
- Eliza (1820–1876), 1.v. wyszła za Zygmunta Krasińskiego, 2.v. za Ludwika Józefa Krasińskiego
- Aleksander (1821–1877) ożenił się z Anną Hołyńską
- Zofia Katarzyna (1821–1886) wyszła za Włocha, ks. Liwiusza III Odescalchi
- Konstanty Grzegorz (1824–1884) ornitolog i podróżnik, spadkobierca najstarszego brata, ożenił się z Jadwigą Potocką
- Katarzyna (1825–1907) w 1847 wyszła za Adama Józefa Potockiego
- Władysław Michał (1826–1884) poprzez przymusową emigrację najstarszego brata, dostała mu się w spadku Biała Cerkiew, ożenił się z Marią Anielą Sapieżanką

## Literatura dodatkowa
- Henryk Mościcki: Branicki Władysław Grzegorz. W: Polski Słownik Biograficzny. T. 2: Beyzym Jan – Brownsford Marja. Kraków: Polska Akademia Umiejętności – Skład Główny w Księgarniach Gebethnera i Wolffa, 1936, s. 412. Reprint: Zakład Narodowy im. Ossolińskich, Kraków 1989, ISBN 83-04-03291-0